# جنارو براسیلیانو
جنارو براسیلیانو (انگلیسی: Gennaro Bracigliano؛ زادهٔ ۱ مارس ۱۹۸۰) بازیکن فوتبال اهل فرانسه است که به عنوان دروازه‌بان بازی می‌کرد.
از باشگاه‌هایی که در آن بازی کرده‌است می‌توان به باشگاه فوتبال نانسی، باشگاه فوتبال آنژه، باشگاه فوتبال المپیک مارسی، باشگاه فوتبال چنایین، و باشگاه فوتبال نورث‌ایست یونایتد اشاره کرد.